# Annegret Kramp-Karrenbauer
Annegret Kramp-Karrenbauer (Völklingen, 9 de agosto de 1962), muitas vezes referida pelas iniciais AKK, é uma política alemã filiada à União Democrata-Cristã (CDU), serviu como líder do partido desde dezembro 2018 a janeiro de 2021, e como Ministra da Defesa do seu país de 2019 a 2021.
De 1982 a 1990, estudou política e direito nas universidades de Tréveris e Sarbruque. Ela terminou seus estudos em 1990 com o grau acadêmico M.A. em ciência política e direito público. Foi primeira-ministra do Estado Federal de Sarre de 2011 a 2018, fazendo dela a primeira mulher a liderar o governo de Sarre e a quarta mulher a liderar um governo estadual alemão. De fevereiro a dezembro de 2018, foi secretária geral da CDU. Foi eleita líder da CDU em 7 de dezembro de 2018, após a saída de Angela Merkel do cargo. Demitiu-se da liderança da CDU a 10 de fevereiro de 2020 e foi sucedida por Armin Laschet a 16 de janeiro de 2021. 